# Nannophlebia anacharis
Nannophlebia anacharis is een libellensoort uit de familie van de korenbouten (Libellulidae), onderorde echte libellen (Anisoptera).
De wetenschappelijke naam Nannophlebia anacharis is voor het eerst geldig gepubliceerd in 1955 door Lieftinck.